# Hester Prynne

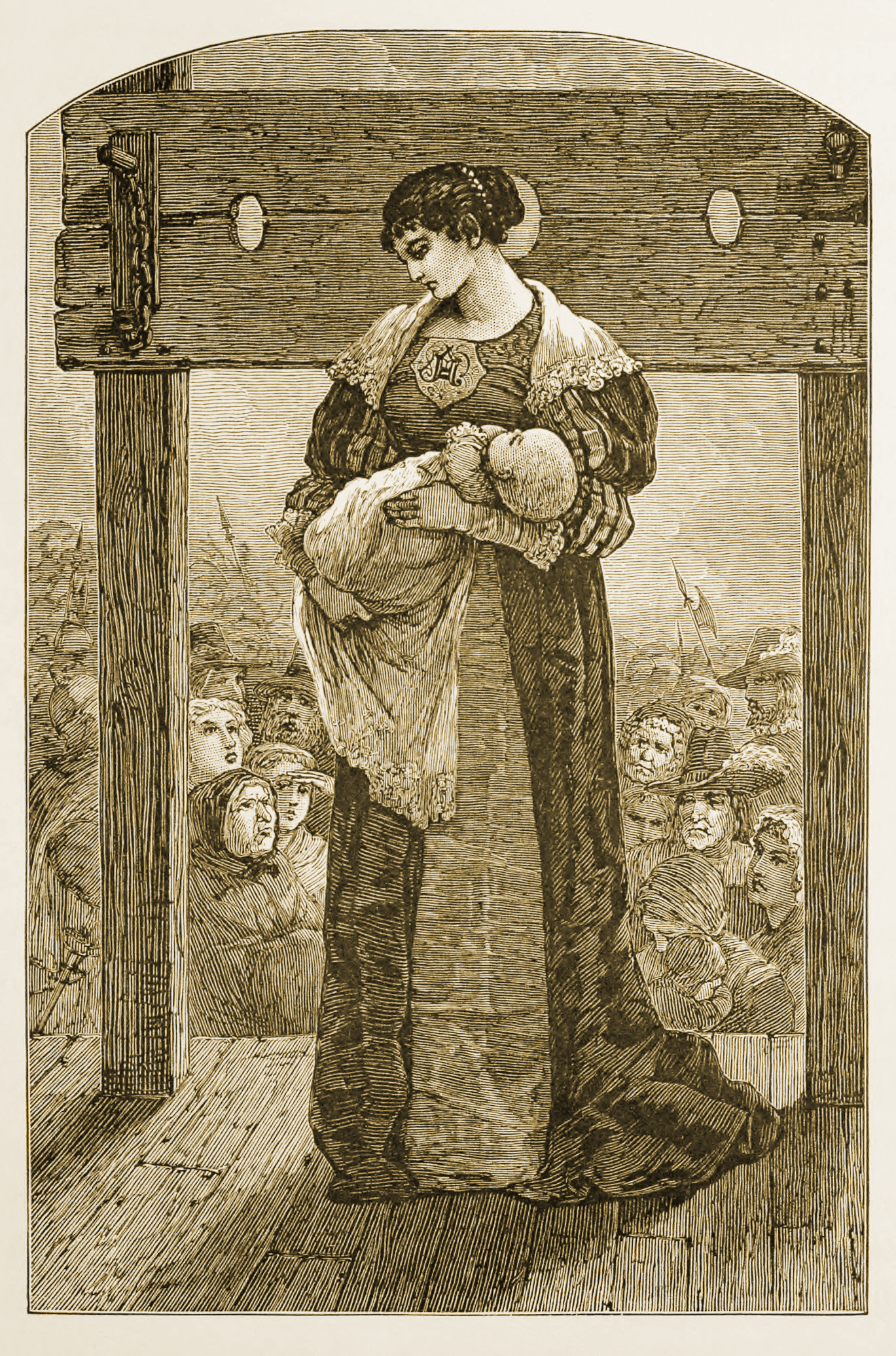
"Hester Prynne y Pearl ante la picota", ilustración de Mary Hallock Foote aparecida en una edición de 1878 de La letra escarlata

Hester Prynne es la protagonista de la novela La letra escarlata, de Nathaniel Hawthorne. Se trata de una mujer condenada por sus vecinos puritanos. Este personaje se considera una de las «primeras y más importantes protagonistas femeninas de la literatura americana».

## Descripción del personaje
Hester vive en la América colonial, donde ha llegado antes que su marido, que tiene ciertos asuntos que liquidar antes de partir hacia las colonias para unirse a su esposa. Pero durante el viaje, su barco naufraga, es capturado por nativos americanos y se le da por muerto. Hester, que se gana la vida como modista, busca consuelo en el pastor local, Arthur Dimmesdale. Este acercamiento desemboca en una relación amorosa, que culmina con el embarazo de Hester y el nacimiento de su hija Pearl. Como Hester no vive con su marido, es detenida, declarada culpable de adulterio y sentenciada a llevar una letra “A” de color rojo en lugar prominente durante el resto de su vida.
Aun sufriendo el rechazo de sus conciudadanos, Hester sigue llevando una vida relativamente tranquila. Poco después del nacimiento de Pearl y del castigo, reaparece su marido, y haciéndose pasar por el doctor Roger Chillingworth, le exige que revele el nombre del padre de la niña. Hester se niega, aunque jura no revelar tampoco que Chillingworth es su marido. Hester sigue llevando su vida de costurera para ganarse la vida y mantener a su hija.
El novelista John Updike dijo de este personaje:

Es una figura muy llamativa y ligeramente ambigua. Es una curiosa mezcla de mujer realmente liberada, desafiantemente sexual, pero al final, es una mujer que acepta la penitencia que le impone la sociedad. Y no sé, supongo que es un compendio de dilemas femeninos (…) Es una versión mítica de los intentos de cualquier mujer por integrar su sexualidad con las exigencias de la sociedad.

La analista Hifna Suci Lestari, en un trabajo académico, afirma:

Todas las contracciones de Hester Prynne —culpabilidad y honradez, pecado y santidad, sexo y castidad— la convierten en una imperecedera heroína de la literatura americana. Tiene defectos, es compleja, y sobre todo, fértil. La idea de Hester Prynne, la buena mujer que se ha echado a perder, es un meme cultural que aparece recurrentemente, quizás porque nuestra cultura sigue intentando averiguar quién es realmente Hester y cómo nos hace sentir.

## Inspiración e influencia
Según una tradición popular, la inspiración para la tumba de Hester Prynne, que se describe en la novela, fue la lápida de Elizabeth Pain en el King's Chapel Burying Ground de Boston.
La experta Laurie Rozakis argumenta que una fuente alternativa o adicional de esta novela podría ser la historia de Hester Craford, una mujer que fue azotada por ser culpable de fornicación con John Wedg. Otra versión afirma que el personaje de Hester se creó a partir de la historia de Mary Bachiler Turner, 4ª esposa del pastor colonial Stephen Bachiler, cuya vida en Maine durante la época colonial tiene una sorprendente semejanza con la historia de Hester.
En distintas adaptaciones del libro al cine, Hester Prynne ha sido interpretada por actrices como Lillian Gish, Sommer Parker, Meg Foster, Mary Martin, Sybil Thorndike, Senta Berger, Demi Moore y Emma Stone. En la serie de culto Twin Peaks, el personaje de Audrey Horne usa el nombre de Hester Prynne como pseudónimo. Otra figura literaria que usa el apodo Prynne es la mujer que tiene una relación adúltera con un pastor en la novela Un mes de domingos de John Updike, perteneciente a su trilogía de novelas basadas en personajes de La letra escarlata. En el musical The Music Man, Harold Hill se refiere a Hester Prynne en la canción Sadder but Wiser Girl cuando dice que quiere una chica «con un toque de pecado», y apunta «espero y rezo por una Hester que gane una 'A' más».